# Колесников, Геннадий Михайлович (космонавт-испытатель)
Геннадий Михайлович Колесников (7 октября 1936 — 20 октября 2023) — советский и российский учёный и ведущий военный специалист Центра подготовки космонавтов, доктор военных наук (1989), полковник-инженер (1979). Профессор кафедры космонавтики ВВА имени Ю. А. Гагарина (с 1994). Заслуженный деятель науки Российской Федерации (1999).

## Биография
Родился 7 октября 1936 года в посёлке Даурия, Борзинского района, Читинской области. 
С 1954 по 1959 год обучался на факультете авиационного вооружения Рижского высшего военного инженерного авиационного училища который закончил с отличием. С 1964 по 1965 и с 1965 по 1966 год обучался на очном и заочном отделении Военно-воздушной инженерной академии имени Н. Е. Жуковского. В 1966 году Г. М. Колесников защитил диссертацию на соискание учёной степени кандидат технических наук.
С 1959 по 1967 год служил на инженерно-технических и преподавательских должностях в ВВС: с 1959 по 1960 год — инженер
по авиационному вооружению 905-го авиационного полка истребителей-бомбардировщиков 73-й воздушной армии, в последующем с 1960 по 1967 годы служил в Центральных курсах подготовки и усовершенствования авиационных кадров ТуркВО в должностях — инженера по авиационному вооружению 322-го и в 716-го учебных авиационных полков самолётов-бомбардировщиков и преподаватель цикла авиавооружения и воздушно-стрелковой подготовки. С 1967 по 1969 год на научно-исследовательской работе в Военно-воздушной инженерной академии имени Н. Е. Жуковского в должности старшего научного сотрудника 10-й научно-исследовательской лаборатории.

### Центр подготовки космонавтов
С 1969 по 1994 год на научно-исследовательской работе в Центре подготовки космонавтов имени Ю. А. Гагарина: с 1969 по 1978 год — начальник 3-го отделения, ведущий инженер-испытатель 2-го отдела 1-го управления, Г. М. Колесников занимался научно-исследовательскими и испытательными работами, а так же подготовкой космонавтов в экстремальных условиях, с 1973 по 1978 год принимал участие в испытаниях аппаратуры серии орбитальных станций «Алмаз».  С 1978 по 1988 год — начальник 5-го отдела и ведущий инженер-испытатель 1-го управления, основная деятельность была связана с созданием перспективных систем особого назначения, направленных на повышение эффективности деятельности космонавтов в ходе космического полёта, был участником испытаний на самолёте-лаборатории Ту-154МЛК-1. 26 марта 1979 года Приказом Министра обороны СССР Г. М. Колесникову было присвоено звание полковник-инженер. В 1986 году был участником ликвидации аварии на Чернобыльской АЭС. С 1988 по 1994 год — ведущий специалист  по военно-прикладным работам космонавтов на космическом корабле ЦПК имени Ю. А. Гагарина, занимался подготовкой космонавтов к выполнению исследований и специальных экспериментов  на борту космического корабля. В 1989 году Г. М. Колесников защитил диссертацию на соискание учёной степени — доктор военных наук. С 1994 года — профессор кафедры космонавтики ВВА имени Ю. А. Гагарина и в этом же году избран действительным членом Академии военных наук. 

### Космическая подготовка
В 1965 году Г. М. Колесников успешно прошёл  медицинское обследование в Центральном военном научно-исследовательском авиационном госпитале для поступления во третий набор космонавтов. 21 октября 1965 года его кандидатура была одобрена на заседании мандатной комиссии и на итоговом заседании этой комиссии 23 октября 1965 года он был рекомендован к зачислению в отряд космонавтов. 28 октября 1965 года Приказом Главнокомандующего ВВС СССР № 942 он был назначен на должность — слушателя-космонавта 1-го отряда Центра подготовки космонавтов и с 1965 по 1967 год прошёл общекосмическую подготовку. С 1966 по 1967 год как бортинженер экипажа космического корабля (условного) совместно с П. Р. Поповичем проходил подготовку по программе Союз 7К-ВИ. 16 декабря 1967 года в связи с открывшейся болезнью был отчислен из отряда космонавтов.
Г. М. Колесников является автором более 220 научных работ, в том числе сорока изобретений в области электронно-оптических приборов. В 1999 году Указом Президента России был удостоен почётного звания — Заслуженный деятель науки Российской Федерации.

## Смерть
Геннадий Михайлович скончался в 7 часов утра в пансионате в Москве от рака крови, с которым он боролся несколько лет. Предположительно, эта болезнь - последствие того, что Геннадий был ликвидатором последствий аварии на ЧАЭС в 1986г.

## Награды
- орден Красной Звезды (22.08.1978)
- медаль «За воинскую доблесть. В ознаменование 100-летия со дня рождения В. И. Ленина» (1970)
- медаль «Ветеран Вооружённых Сил СССР»
- юбилейные медали СССР
- медаль «За безупречную службу» I, II и III степеней
- памятная медаль «50 лет космонавтике» (КПРФ, 12.04.2013)[5]

### Звания
- Заслуженный деятель науки Российской Федерации (19.02.1999)

### Спортивные награды
- Мастер спорта СССР по парашютному спорту (19.11.1963)